# Gen crema

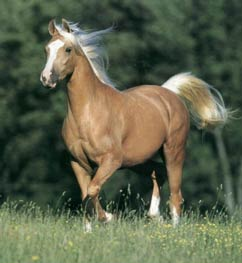
El pelatge palomino resulta de l'acció d'una còpia crema sobre pelatge alatzà.

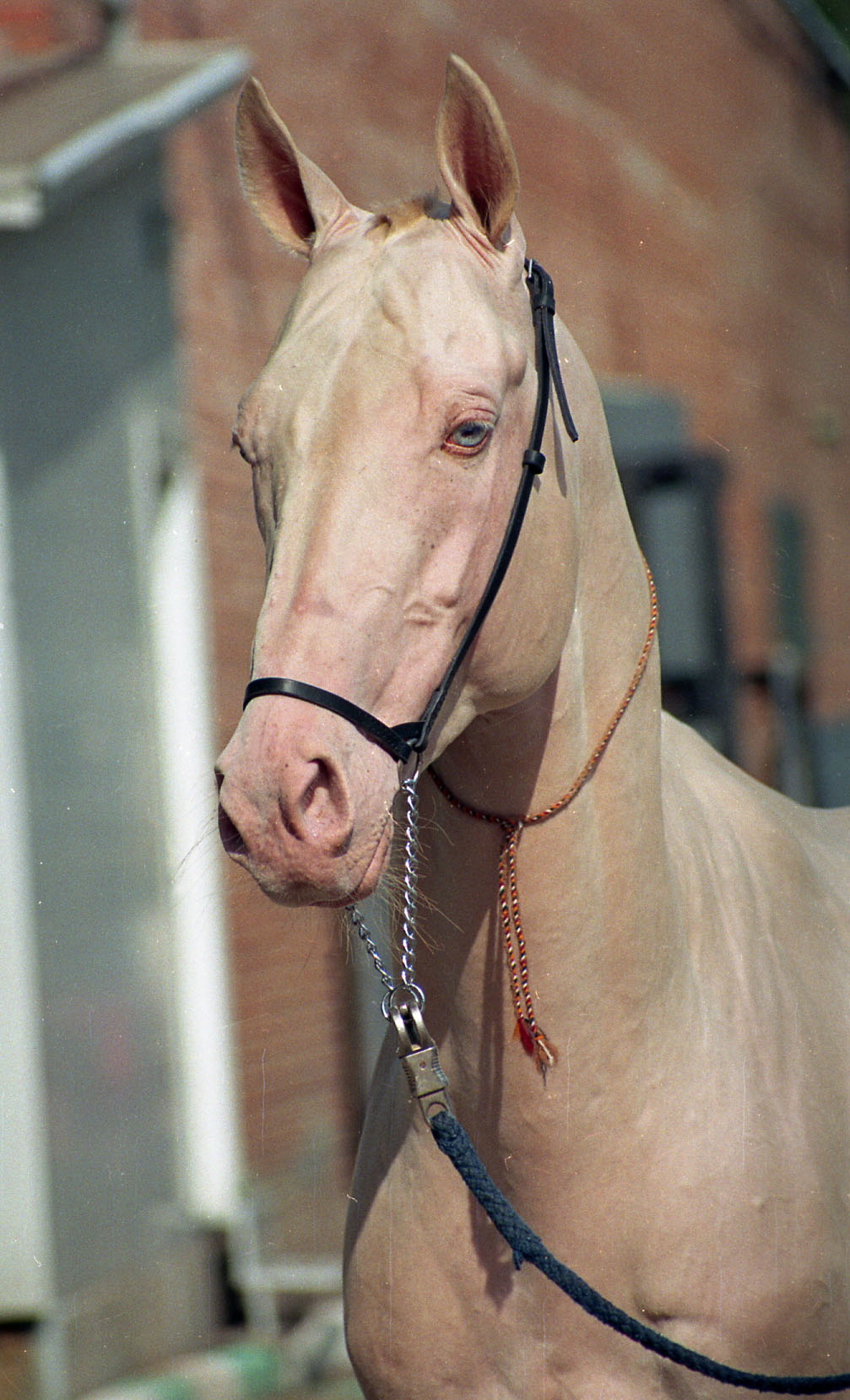
Cavall crem. Els doble diluïts crema mostren una pell molt poc pigmentada i ulls blaus.

El gen crema és responsable d'un cert nombre de pelatges de cavalls. Actua sobre els pelatges bàsics (negre, bru, castany, roig) modificant en cada cas la tonalitat de pèls i crins i canviant-les per tonalitats més clares. Sota l'acció del gen crema els pelatges bàsics es transformen en pelatges diluïts crema. La denominació dilució crema és habitual.
La dilució crema simple (heterozigòtica) ocasiona quatre pelatges diluïts :
- negre + Cr = negre-fumat (sovint d'aspecte negre)
- bru + Cr = bru-fumat (sovint d'aspecte bru)
- castany + Cr = falb-crema
- roig + Cr = palomino

La dilució crema doble (homozigòtica) ocasiona quatre pelatges diluïts :
- negre + CrCr = negre-crem
- bru + CrCr = bru-crem
- castany + CrCr = perlí
- roig +CrCr = crem

Els pelatges anteriors, doblement diluïts crema, tenen un aspecte molt semblant. D'un color de blanc trencat no són cavalls blancs de debò. La seva pell és pigmentada (amb una tonalitat molt clara)i els pèls també conserven una mica de pigment. Les crins poden ser un xic més fosques que el pelatge del cos.
Els pelatges diluïts crema, encara que tinguin ulls blaus, no tenen cap relació amb els pelatges blancs ni amb els pelatges clapats.
El gen crema (CCr) és un al·lel dominant incomplet amb un efecte de dosi clar. La seqüència de Dna responsable dels pelatges crema és l'al·lel crema, que és a un locus específic en el gen de Matp. El seu efecte general és aclarir els colors del pelatge, pell i ulls. Quan una còpia de l'al·lel és present, dilueix les parts de color roig a un color groguenc o daurat. L'efecte sobre la crinera i cua és més intens, però no dilueix les parts de color negre de manera significativa. Quan dues còpies de l'al·lel són presents, tant els pèls roigs com els negres es veuen afectats. Els pèls roigs es converteixen en blanquinosos (crema), i els pèls negres es tornen vermellosos. Una còpia senzilla de l'al·lel té un impacte mínim en color d'ull, però quan són dues còpies presents, el cavall tindrà els ulls blaus a més d'un pelatge molt clar.
El gen crema és un dels causants d'hipomelanisme o gens de dilució identificats en els cavalls. No sempre és possible identificar per l'aspecte exterior si l'al·lel CCr és present sense una prova d'ADN. Hi ha altres gens de dilució que poden imitar alguns dels efectes del gen de crema en forma simple o doble. Els gens que poden causar efectes semblants al gen crema són : el gen perla, el gen argentat, i el gen champagne. Els cavalls amb el gen bru també poden assemblar-se a pelatges amb una còpia senzilla del gen crema. Cal no oblidar que un mateix cavall pot ser portador de més d'un gen de dilució (de fet els pot portar tots). En alguns casos dos gens de dilució ocasionen una tonalitat més fosca que alguns anomenen "pseudo dobles-diluïts".
La descoberta del gen crema va permetre la inscripció dels pelatges doblement diluïts crema o crema homozigòtics (d'aspecte blanquinós i amb ulls blaus) en alguns registres en els que estava prohibida, assimilant els pelatges anteriors amb els albins.

## Pelatges resultants

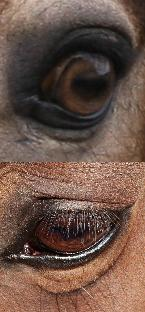
L'ull marró clar o d'ambre d'un cavall falb-crema (dalt) comparat amb el marró fosc d'un cavall castany.

Tots els cavalls tenen dues còpies del gen MATP : una de part de l'egua i l'altra de part de l'estaló.
Els pelatges bàsics no tenen cap al·lel crema. Els pelatges dluïts crema simples es produeixen quan s'afegeix un al·lel crema als pelatges bàsics.
El negre es transforma en negre-fumat (poc diferent del negre), el bru passa a bru-fumat (molt semblant al bru però amb zones groguenques en lloc de roges), el castany esdevé falb-crema (generalment sense ratlla dorsal) i l'alatzà es converteix en palomino.
La dilució crema simple implica que els pèls roigs passen a groguencs o daurats, les crins roges esdevenen blanques. Els pèls negres no canvien (o canvien molt poc) de color, ni tampoc les crins negres. En els simples diluïts crema el color dels ulls acostuma a ser relativament clar, de tonalitat avellana. Els doblement diluïts crema, formats per dos al·lels crema sobre els pelatges bàsics, tenen un pelatge blanc trencat sobre una pell lleugerament pigmentada. I acostumen a tenir ulls blaus. Els cavalls amb 2 còpies de l'al·lel crema també exhibeixen trets específics: pelatges de color blanc trencat, ulls blaus pàl·lids, i pell molt poc pigmentada. Aquests cavalls s'anomenen normalment crem, perlí, negre-crem i bru-crem.

### Diluïts crema heterozigòtics (diluïts crema simples)
Els pelatges diluïts crema simples (amb un al·lel crema únic) mantenen una pell pigmentada i els ulls castanys. A vegades els pollins neixen amb una pell més clara que s'enfosqueix amb els anys. També hi ha casos d'ulls més clars amb la tonalitat de l'ambre. L'observador poc avesat pot confondre algun diluït crema simple, com el palomino, amb un pelatge diluït champagne (gen champagne. Els pollins champagne neixen amb una pell rosada-carbassa que s'enfosqueix i es torna pigada, especialment al musell, al voltant dels ulls i en la zona dels genitals.

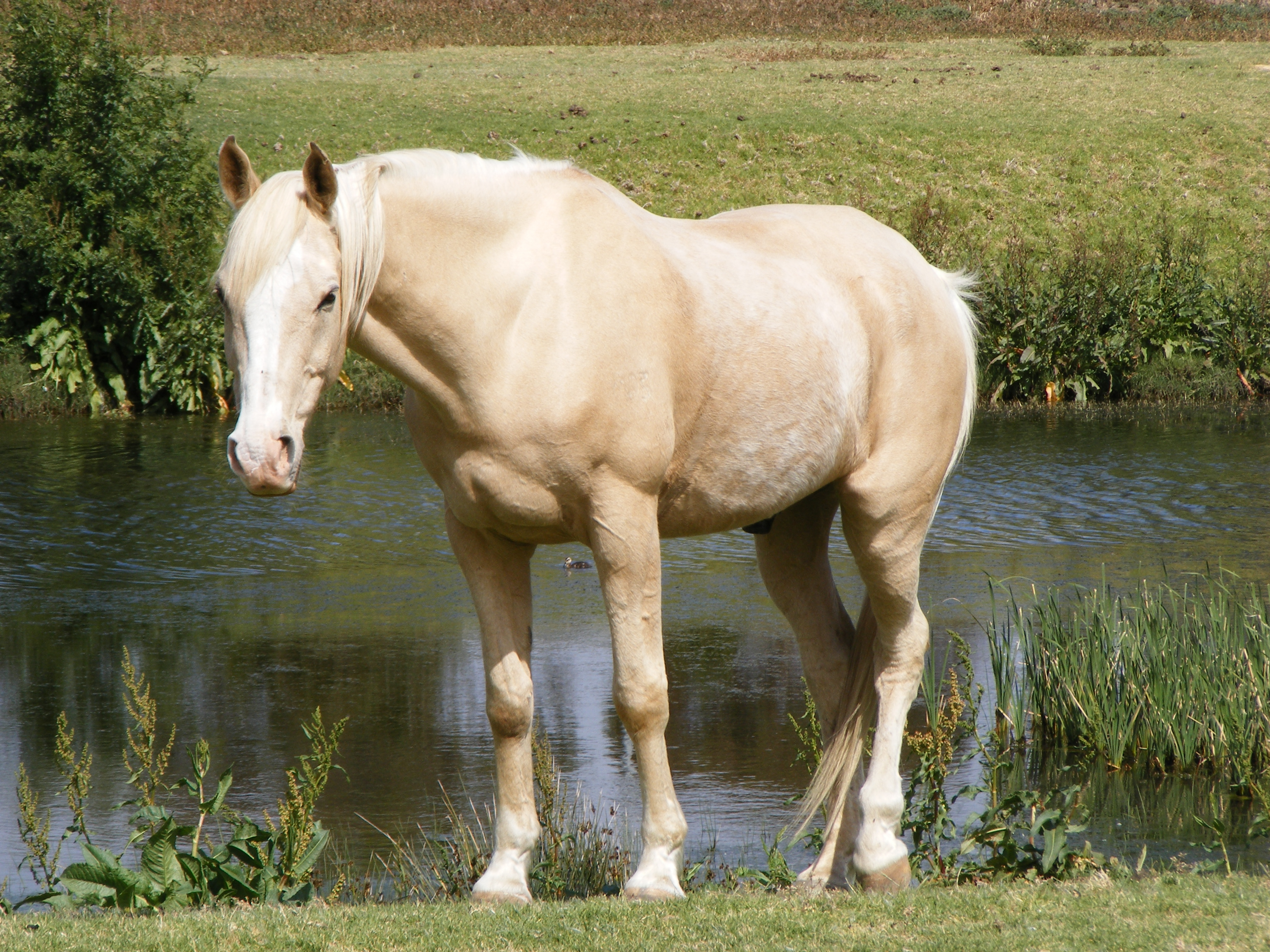
El pelatge palomino té el cos daurat i cua i crinera blanques.

El pelatge palomino resulta de l'acció d'un al·lel crema sobre un pelatge alatzà (roig). La variant clàssica amb pèls del cos daurats i cua i crinera blanques és una de les més vistoses Menys freqüents són les varietats fosques, a vegades produïdes per l'acció combinada de l'al·lel crema i del patró modificador "sooty". També hi ha variants molt pàl·lides, gairebé blanques, que es confonen amb els pelatges crem. Els ulls i la pell però, mantenen una tonalitat fosca.
L'al·lel crema fa que tots els pèls que en el castany serien roigs esdevinguin daurats o groguencs en el falb-crema. Els pèls i les crins negres no varien de color.

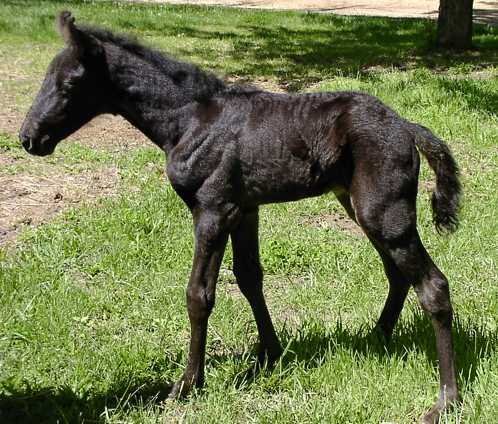
Poltre negre-fumat "Smoky black"

Els cavalls negre-fumats, dilució simple dels negres, són molt difícils de detectar a ull nu. El seu aspecte exterior és pràcticament igual que el dels negres (La dilució crema no afecta els pèls i crins negres en forma simple). L'única manera segura és l'anàlisi genètica.
El pelatge bru-fumat és el diluït crema simple del bru. S'assembla molt al bru amb zones groguenques al musell i bragada i, a vegades, als flancs. La dilució crema simple fa que les zones roges del bru passin a grogues en el bru-fumat.

### Diluïts crema homozigòtics (Doble diluïts crema)

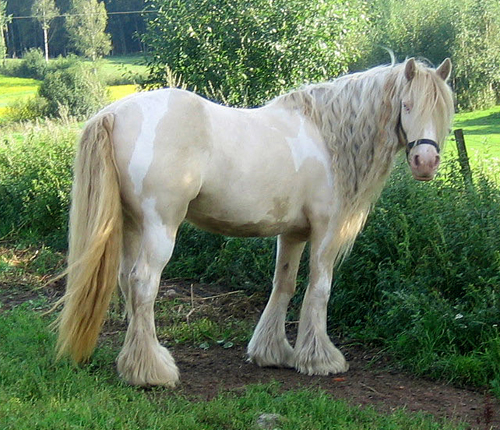
Aquest cavall, tobiano i negre-crem, mostra la diferència entre les tonalitats de pèl i pell de les zones crema i de les que són taques blanques.

La doble dilució crema o dilució homozigòtica crema s'esdevé quan un cavall és portador de dos al·lels crema. En el cas anterior els pèls roigs es tornen blanquinosos, d'un color blanc trencat. La pell conserva un cert grau de pigmentació (observable per contrast amb eventuals àrees de pell rosada i despigmentada de marques singulars o taques en el cas de cavalls tacatas). Les crins roges es tornen blanques. Els pèls negres canvien a blanquinosos, un xic més foscos que en el cas dels roigs. Les crins negres conserven un cert grau de color, passant a gris rogenc.
En tots els casos els ulls es tornen blaus.
Els doble diluïts crema són:
- del negre : negre-crem
- del bru : bru-crem
- del castany : perlí
- del roig : crem[nota. 1]

No hi ha defectes de salud associats al gen crema. Això també és cert en les variacions normals del color de pell, cabells i ulls en el gen MATP corresponent als humans. El veritable color blanc pot ser produït per una mitja dotzena de gens coneguts, alguns dels quals s'associen amb defectes en la salud. (Vegeu "blanc dominant", "síndrome overo letal").

## Races de cavalls amb gen crema

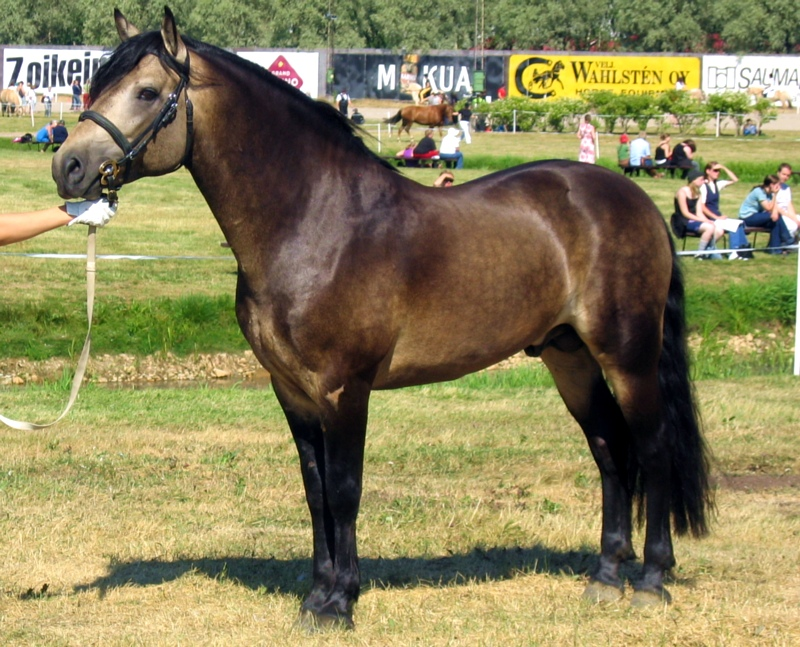
Cavall Connemara de pelatge falb-crema "mascarat"("Sooty buckskin Connemara".

El gen crema es troba en moltes races: American Quarter Horse, Morgan, Morab, Tennessee Walker, Missouri Fox Trotterinant De Tennessee, Miniature horse, Akhal-Teke, Connemara, Poni Gal·lès, Pura Sang Anglès, PRE, PSL,... En canvi, no hi ha gen crema en els cavalls àrabs actuals. Hi ha referències antigues que parlen de cavalls famosos diluïts crema (Nacerí).

## Dilucions combinades
Pel fet que els gens de les diverses dilucions són diferents, un mateix cavall pot ser portador de dues o més dilucions. En cada cas les dilucions combinades poden produir pelatges difícils de distingir a ull nu i que exigeixen proves genètiques per a determinar-los amb seguretat.

## Aspectes genètics

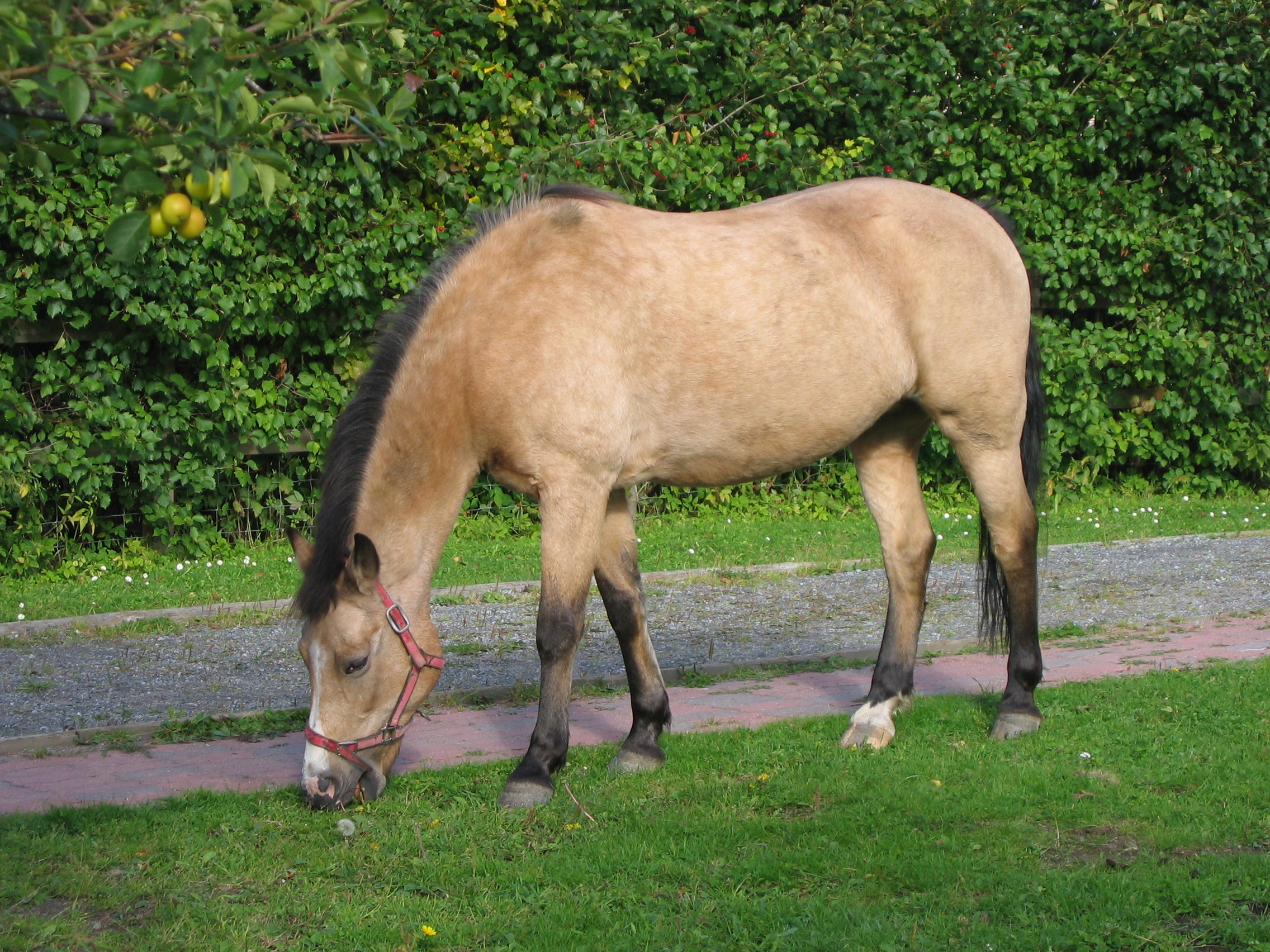
Poni New Forest de pelatge falb-crema ("buckskin")

El locus crema se situa a l'exó 2 del gen MATP; un polimorfisme nucleòtid simple resulta en el bescanvi de l'àcid aspàrgic i l'aspargina. (N153D). La prova genètica que ofereixen alguns laboratoris detecta aquesta mutació.
Els gens "overo" ("frame overo" segons la American Paint Horse Association) i "sabino" provoquen taques blanques interrompent o limitant la migració de melanòcits des de la cresta neural, mentre que la mutació crema afecta la natura dels pigments produïts pels melanòcits. La dilució crema és un cas d'hipomelanisme. La pell, els pèls i els ulls dels cavalls diluïts crema conserven un cert grau de pigmentació.
Abans del mapatge del gen de crema, aquest locus es titulava C per a indicar "color". Hi ha dos al·lels en la sèrie: el recessiu C, i el dominant CCr.
La dilució crema fou investigada formalment per Adalsteinsson el 1974, amb la conclusió que l'herència dels pelatges palomino i falb-crema seguia en els cavalls Islandesos seguia un model semi-dominant o dominant incomplet. Adalsteinsson va observar, també, que en els diluïts heterozigòtics només es diluïa la feomelanina.